# Stadion Miejski (Pobiedziska)
Het Stadion Miejski is een multifunctioneel stadion in Pobiedziska, een plaats in Polen. 
In het stadion is plaats voor 920 toeschouwers. 
Het stadion wordt vooral gebruikt voor voetbalwedstrijden, de voetbalclub Huragan Pobiedziska maakt gebruik van dit stadion. Het werd ook gebruikt voor het Europees kampioenschap voetbal onder 19 van 2006. Er werden drie groepswedstrijden gespeeld. Ook op het Europees Kampioenschap Rugby onder 18 jaar werd er gebruik gemaakt van dit stadion. 